# Cryptodifflugia angustastoma
Cryptodifflugia angustastoma is een Amoebozoasoort uit de familie Cryptodifflugiidae. De wetenschappelijke naam van de soort werd voor het eerst geldig gepubliceerd door Beyens en Chardez in 1985. De soort komt voor in België in zoet water.